# René Montero
René Montero Rosales (ur. 23 listopada 1979) – kubański zapaśnik w stylu wolnym. Olimpijczyk z Igrzysk w Atenach 2004, gdzie zajął 13 miejsce w wadze 55 kg. Trzykrotny uczestnik mistrzostw świata, złoty medalista z 2002 roku. Srebrny medal na igrzyskach panamerykańskich w 2003 roku. Złoty medalista mistrzostw panamerykańskich z 2004 i Igrzysk Ameryki Środkowej i Karaibów w 2006. Pierwszy w Pucharze Świata w 2006 i drugi w drużynie w 2008 roku.